# Trochaloschema chikatunovi
Trochaloschema chikatunovi är en skalbaggsart som beskrevs av Nikolajev 1987. Trochaloschema chikatunovi ingår i släktet Trochaloschema och familjen Melolonthidae. Inga underarter finns listade i Catalogue of Life.